# Áed mac Ainmerech
Áed mac Ainmerech Ard ri Érenn de 586 à 598 issu du Cenél Conaill. Il est avec Áed Uaridnach l'une des deux identifications enviseagable du « Aíd Olláin » du Baile Chuinn Chétchathaig.

## Origine
Áed mac Ainmerech était le fils de Ainmere mac Sétnai mac Fergus Cennfhota lui-même fils de Conall Gulban le fondateur du Cenél Conaill l’un des deux principaux clans des Uí Neill du Nord

## Roi du Cenél Conaill
Áed mac Ainmerech apparait dans pour la première fois dans les Annales d'Ulster en 570 lorsqu’il venge la mort de son père Ainmire mac Sétnai en tuant son assassin Fergus mac Néilléne.
Il participe ensuite à la grande convention de Druim Ceat en présence de Saint Colomban premier abbé d’Iona et cousin-germain de son père. Il y reçoit la soumission du roi Áedán mac Gabráin de Dalriada en Écosse pour les provinces irlandaises de son double royaume.Il semble en fait que cet accord était une alliance défensive contre la montée en puissance de Báetán mac Cairill le roi d'Ulaid.
En 580 ou 581 il est victorieux lors de la bataille de Druim Meic Erca au cours de laquelle Colgu mac Domnaill mac Muirchertach mac Muiredach petit-fils de d’Eógan le fondateur du Cenél nÉogain est tué

## Ard ri Érenn
Il obtient le titre d’Ard ri Érenn en 586 après le meurtre à Léim ind Eich de son lointain cousin Báetán mac Ninnedo mac Dui mac Conall Gulban également du Cenél Conaill qui est tué par Cuiméne mac Colmán Bec mac Diarmait, et Cuiméne mac Librén mac Illand mac Cerbaill à l’instigation de Colmán Bec,
L’année suivante en 587 au cours de la bataille de Doaethe c’est Colmán Bec mac Diarmait lui-même est tué par Aed mac Ainmerech. En 593 les Annales enregistrent la bataille de Belach Daithe, dans laquelle tombe Colmán Mor mac Diarmait, le fondateur du Clann Cholmáin.
Devenu le chef incontesté des Uí Neill du Nord & du Sud Áed mac Ainmerech se tourne vers le sud et le royaume de Leinster et trouve la mort en 598 à la bataille de Dún Bolg contre le roi Brandub mac Eochu allié à Béc mac Cuanu roi des Uí Meic Uais.
À sa mort le titre d'Ard ri Érenn est porté conjointement par Colmán Rímid du Cenél nEógain et Áed Sláine des Uí Neill du Sud.

## Postérité
Aed mac Ainmerech avait épousé Lann fille d’Áed Guaire Uí Meic Cáirthinn dont
- Conall Cú tué en 604[9] par Colmán Rímid
- Máel Coba mac Áedo Ard ri Érenn mort en 615
- Cumascach tué en 597[10] par Brandub mac Eochu roi de Leinster.
- Domnall mac Áedo Ard ri Érenn mort en 642.
- Crunnmáel

## Sources
- (en) Ouvrage collectif sous la direction de Edel Bhreathnach, The Kingship and landscape of Tara, Dublin, Four Courts Press, 2005, 536 p. (ISBN 1851829547), p. 350-351 Table 6 Cenél Conaill
- (en) Francis John Byrne, Irish Kings and High-Kings, Four Courts Press, Dublin, réédition 2001.  (ISBN 1851821961)
- (en) Dictionary of Irish Biography article de  Darren  McGettigan et de Ailbhe  Mac Shamhrain, Áed
- (en) C.E.L.T Annales d'Ulster